# Jessie Flower
Pour les articles homonymes, voir Whitman.
Jessie Flower, née le 18 août 1994 dans l'Indiana, est une doubleuse américaine. 